# Myomenippe hardwickii
Myomenippe hardwickii is een krabbensoort uit de familie van de Menippidae. De wetenschappelijke naam van de soort is voor het eerst geldig gepubliceerd in 1831 door Gray.